# Albettone
Albettone is een gemeente in de Italiaanse provincie Vicenza (regio Veneto) en telt 2064 inwoners (31-12-2004). De oppervlakte bedraagt 20,0 km², de bevolkingsdichtheid is 103 inwoners per km².
De volgende frazioni maken deel uit van de gemeente: Lovertino, Lovolo.

## Demografie
Albettone telt ongeveer 711 huishoudens. Het aantal inwoners steeg in de periode 1991-2001 met 8,9% volgens cijfers uit de tienjaarlijkse volkstellingen van ISTAT.
| Jaar | Inwoneraantal |
| ---- | ------------- |
| 1991 | 1833          |
| 2001 | 1996          |

## Geografie
De gemeente ligt op ongeveer 19 m boven zeeniveau.
Albettone grenst aan de volgende gemeenten: Agugliaro, Barbarano Vicentino, Campiglia dei Berici, Rovolon (PD), Sossano, Villaga, Vo (PD).